# 紅嶺駅
紅嶺駅（こうれいえき）は中華人民共和国深圳市福田区に位置する深圳地下鉄3号線・9号線の駅。

## 駅構造
- 両線とも島式ホーム1面2線を有する地下駅。ホームドア設置。

| 龍崗線ホーム (B2F) | ←■龍崗線 益田方面     |
| 龍崗線ホーム (B2F) | 島式ホーム            |
| 龍崗線ホーム (B2F) | ■龍崗線 双龍方面→     |
| 梅林線ホーム (B3F) | ←■梅林線 紅樹湾南方面 |
| 梅林線ホーム (B3F) | 島式ホーム            |
| 梅林線ホーム (B3F) | ■梅林線 文錦方面→     |

## 歴史
- 2011年6月22日 - 開業。

## 隣の駅
深圳地下鉄
■3号線(龍崗線）
老街駅 - 紅嶺駅 - 通新嶺駅
■9号線(梅林線)
園嶺駅 - 紅嶺駅 - 紅嶺南駅